# Francolinus coqui
Francolinus coqui là một loài chim trong họ Phasianidae.